# Melissa Gorman
Melissa Gorman (* 11. Dezember 1985 in Sydney) ist eine australische Schwimmsportlerin. Sie tritt auf den Langstrecken sowohl im Schwimmbecken als auch im Freiwasser an. Ihr größter Erfolg im Freiwasser ist der Weltmeisterschaftstitel 2009 über 5 km; im Becken wurde sie mehrfach australische Meisterin und erreichte bei den Kurzbahnweltmeisterschaften 2004 den Bronze- sowie bei den Commonwealth Games 2006 den Silberrang über 800 m Freistil.
Bei den olympischen Schwimmwettkämpfen 2008 nahm sie sowohl an den Becken- als auch an den Freiwasserwettbewerben teil; über 800 m im Becken scheiterte sie als insgesamt 17. im Vorlauf, im 10-km-Freiwasserrennen wurde sie 15. 2010 gewann sie bei den Commonwealth Games in Neu-Delhi über 800 m Freistil die Bronzemedaille.
Bei den Schwimmweltmeisterschaften 2011 in Shanghai gewann sie die Silbermedaille im neu ins Programm aufgenommenen Teamwettbewerb über fünf Kilometer in 57:01,8 min 1,2 s hinter den USA (57:00,6) und 42,4 s vor Deutschland (57:44,2, mit Isabelle Härle, Thomas Lurz und Jan Wolfgarten).